# Parkia pendula

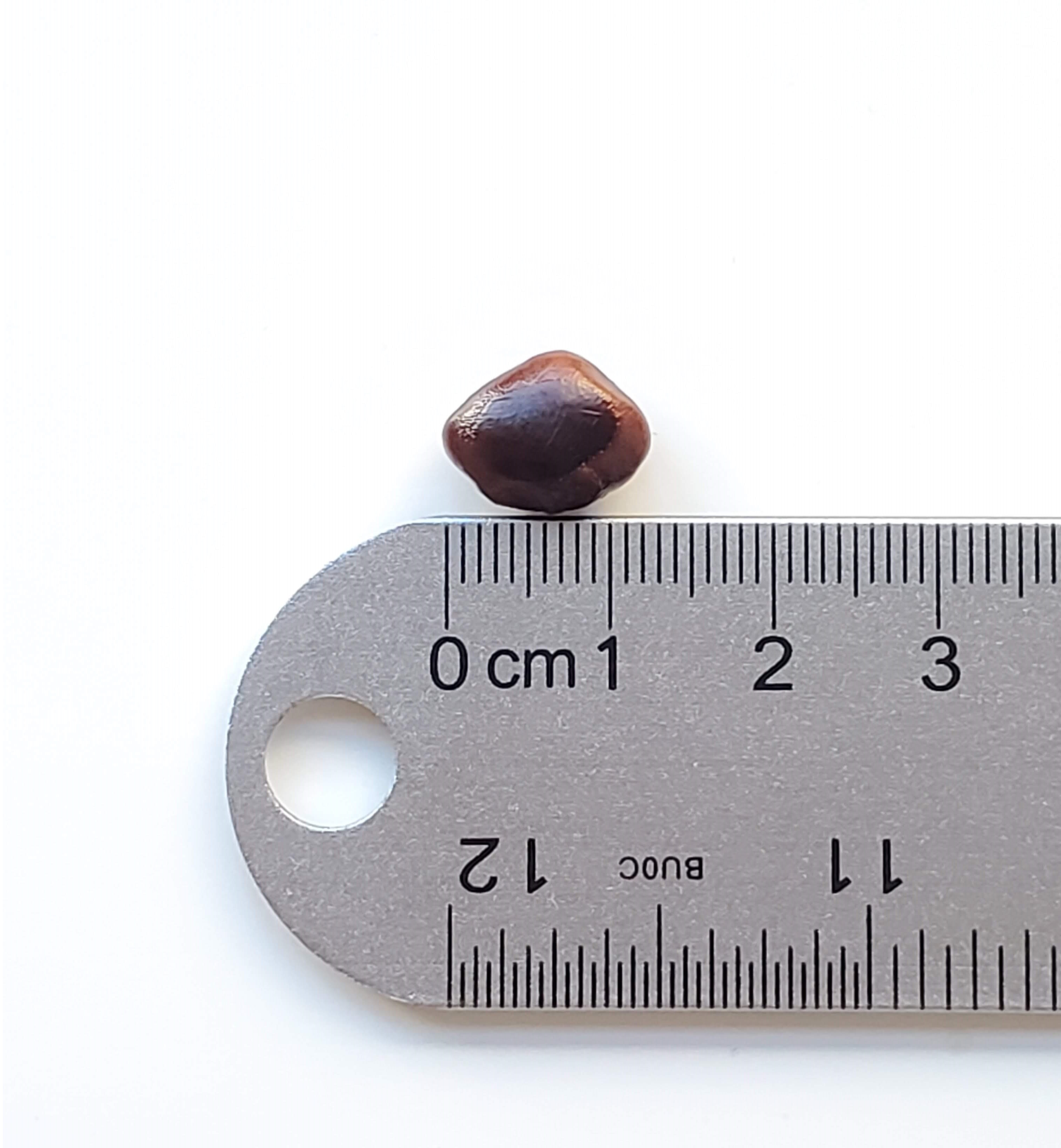
Semilla de Parkia pendula

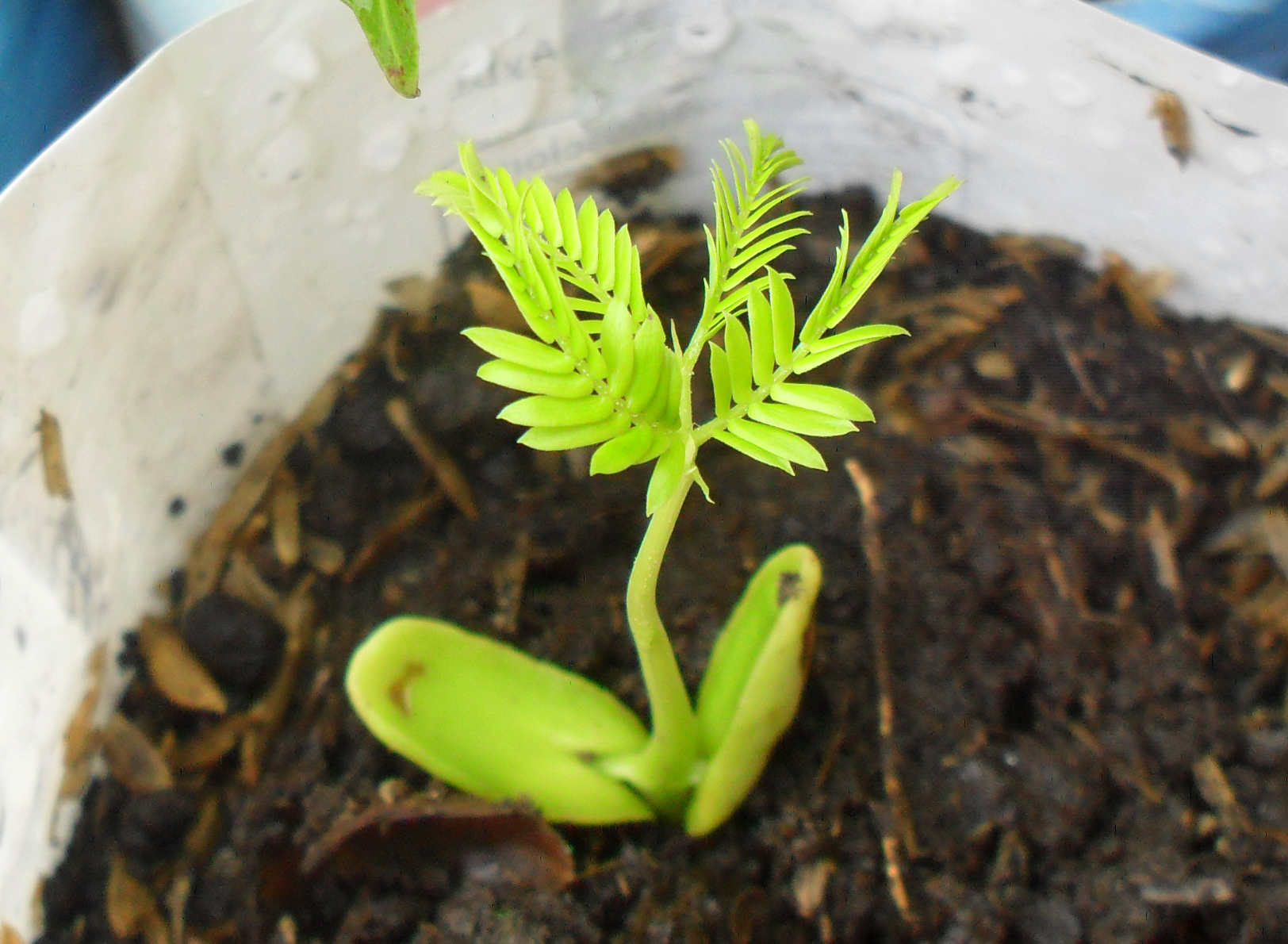
Crecimiento de plántula de Parkia pendula

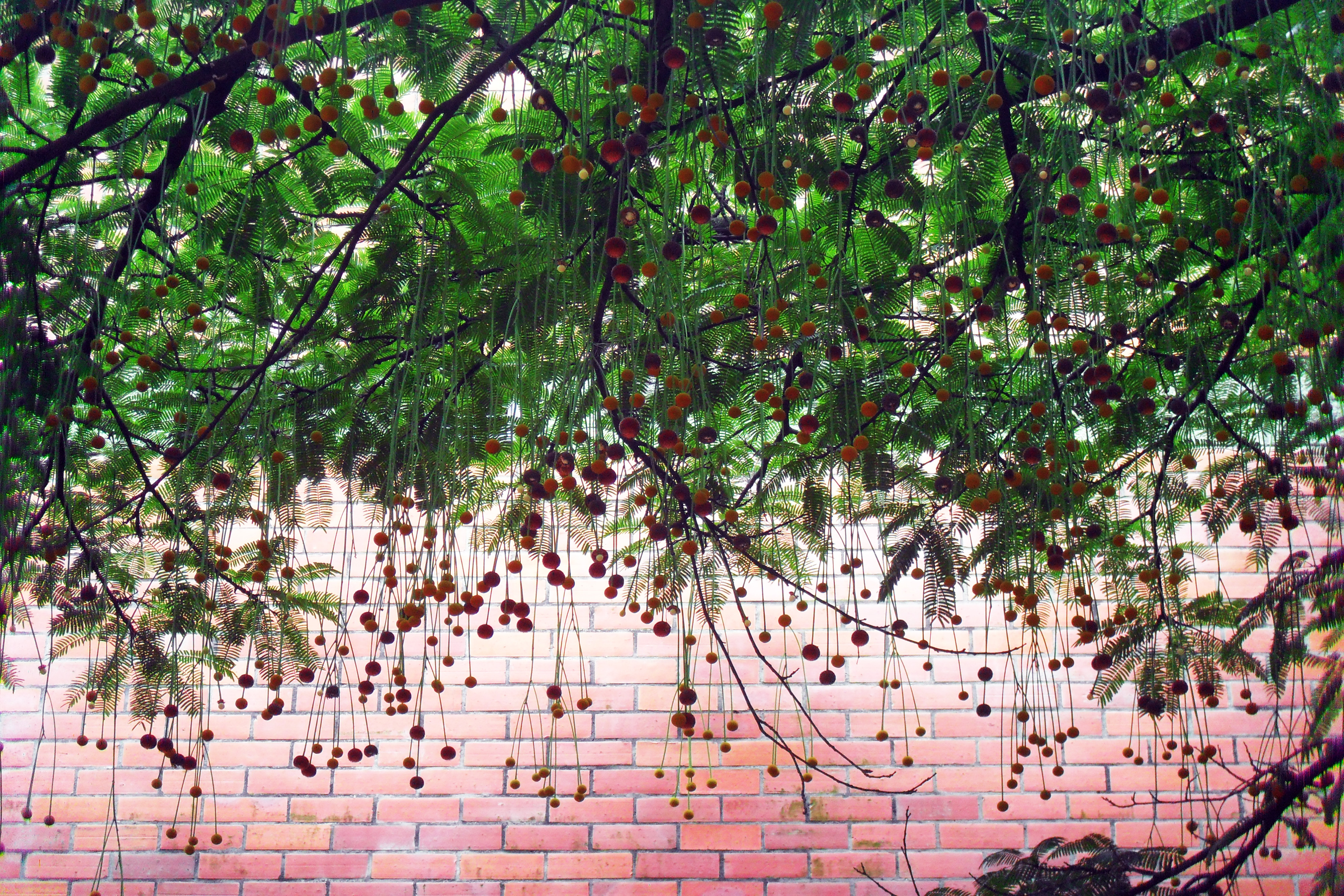
Inflorescencias de Parkia pendula en Universidad Nacional de Colombia (Medellín), 2013

Parkia pendula es un árbol caducifolio de la familia Fabaceae, nativo de la zona intertropical de Centroamérica y Suramérica. Se distribuye de manera natural desde Honduras hasta Colombia, Venezuela, Guyanas, Surinam, Brasil, Perú y Bolivia. Se le conoce comúnmente como tamarindo gigante en Costa Rica, rayo en Colombia, visgueiro o fava de bolota en Brasil, ipanai en Guyana, samán montañero en Venezuela, y toco colorado en Bolivia.

## Descripción
Es un árbol muy grande que puede alcanzar de 15 hasta 50 metros de altura, alcanzando normalmente el dosel forestal. Posee raíces tablares de hasta 2,5 metros de altura. Su tronco es erecto y cilíndrico, libre de ramas hasta gran altura y puede medir hasta 1,20 metros de diámetro. Sus corteza es de color grisáceo-blancuzco a pardo-rojizo que exfolia en placas grandes de forma variable con numerosas lenticelas. Las ramas son blancuzcas y muy extendidas. Las hojas son compuestas, alternas, bipinnadas, de 40 a 80 cm de largo, las cuales poseen entre 15 y 27 pares de pinnas opuestas y, estas a su vez, de 45 a 112 pares de folíolos por pinna. Igualmente, las hojas incluyen lenticelas prominentes; el peciolo tiene una glándula circular o elíptica en la mitad entre la base de la hoja y las pinnas basales.
Las inflorescencias son cabezuelas globosas pendulosas piriformes, con pendúculos hasta de 115 cm de largo. Las flores son hermafroditas, actinomorfas, de color rosado amarillentas; su cáliz gamosépalo, cinco dentado; colora gamopétala, cinco lobulada; androceo de diez estambres, incluso, unidos en la base, adnatos a los pétalos; anteras dorsifijas, ovario súpero, unilocular con numerosos óvulos; estilo simple, filiforme y estigma pequeño. Los frutos son legumbres largas que miden de 8 a 30 cm de largo y de 1,9 a 3,2 cm de ancho; colocadas en grupos al final de pedúnculos largos, en los que se contienen entre 17 y 30 semillas por cápsula, las cuales tienen forma oblongo-elíptica a ovoide, su testa es de color oscuro con manchas pardas, miden entre 7 y 11 mm de largo y 2,5 a 6 mm de ancho, y son consideradas semillas ortodoxas. 
La germinación de las semillas de Parkia pendula es epígea y fanerocotilar, iniciando de 6 a 19 días después de la siembra. De acuerdo a un ensayo realizado en Brasil, entre los tratamientos pregerminativos utilizados se incluye el corte en el lado opuesto de la emergencia de la radícula, la inmersión en ácido sulfúrico de 10 a 20 minutos, y la esclarificación manual con piedra abrasiva, los cuales obtuvieron una tasa de germinación alrededor del 68%. Igualmente, en otro ensayo realizado en Brasil se probó que es posible germinar semillas de esta especie sometidas a temperaturas de 15, 20, 25, 30, 35 y 40 °C, sin embargo, se observó que a 15, 20 y 40 °C se reduce la cantidad de plántulas, mientras que la germinación y producción de plántulas fue maximizada a los 30 °C.

## Distribución
Se distribuye de forma natural desde Honduras hasta Colombia, Venezuela, Guyana, Perú, Brasil y Bolivia.

## Hábitat
Crece en los bosques tropicales primarios muy húmedos siempreverdes, en altitudes entre 20 y 500 m s. n. m., aunque se ha reportado buena adaptación hasta 1500 m s. n. m. Requiere una precipitación mayor a los 4000 mm anuales y terrenos planos bien drenados.
Su crecimiento se desarrolla a libre exposición solar aunque tolera la sombra, ya que los brinzales que crecen bajo el árbol madre poseen un buen crecimiento.

## Conservación
En Costa Rica está clasificado como especie en peligro de extinción, por lo cual su aprovechamiento ha sido vedado mediante el decreto ejecutivo # 25700 de enero de 1997. Esta especie se encuentra protegida en el Área de Conservación Osa (parque nacional Corcovado y Reserva forestal Golfo Dulce).

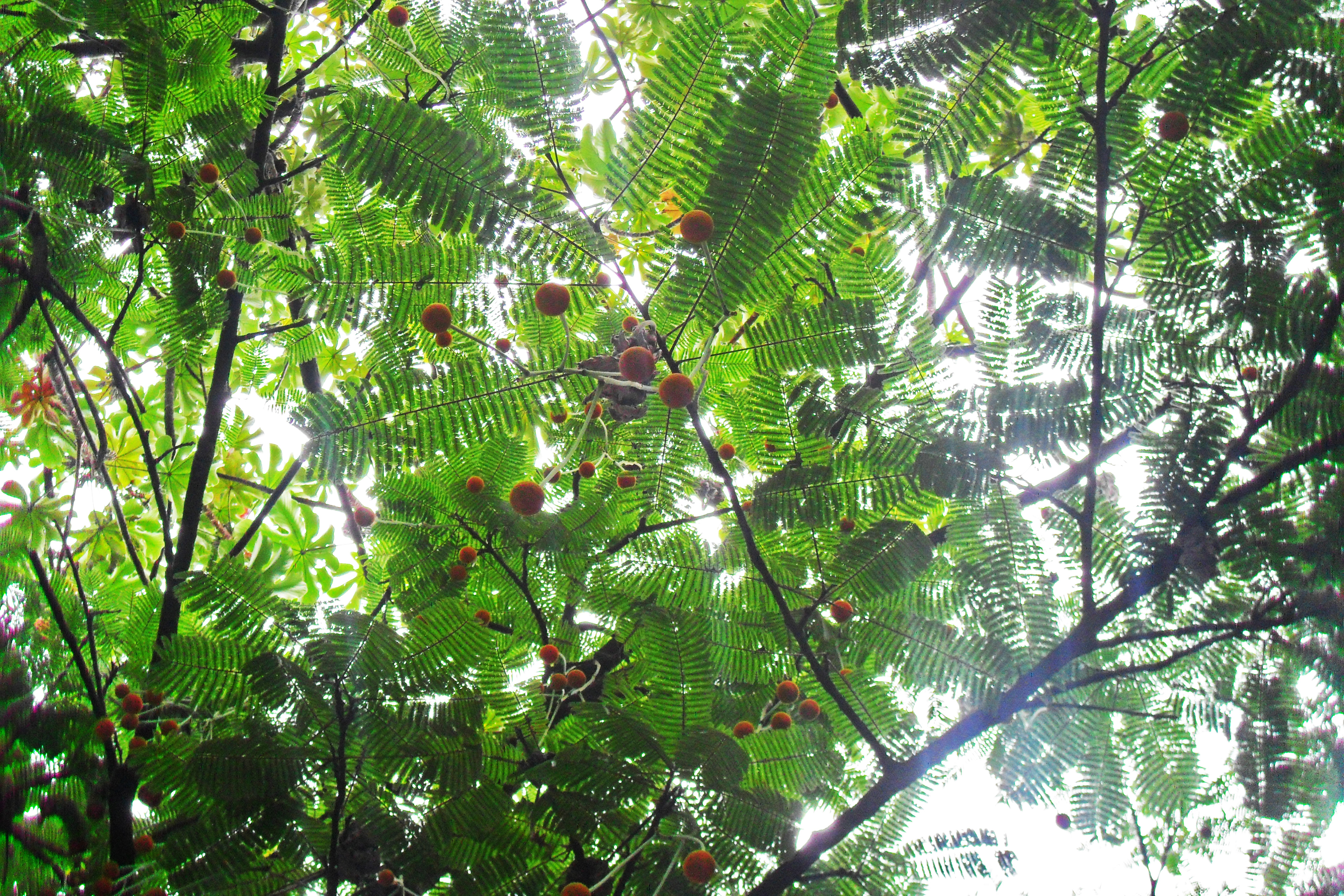
Inflorescencias de Parkia pendula en Universidad Nacional de Colombia (Medellín), 2013